# Esebeck (Adelsgeschlecht)

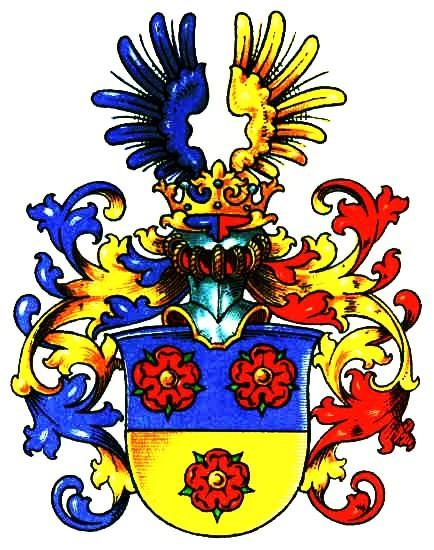
Stammwappen derer von Esebeck

Esebeck ist der Name eines alten niedersächsischen Adelsgeschlechts, das später auch in Pfalz-Zweibrücken, Bayern, Oberösterreich und Preußen zu Besitz und Ansehen gelangte. Die Familie gehört ursprünglich zum braunschweigischen Uradel.
Keine Stammesverwandtschaft besteht zur wappenverschiedenen Soester Patrizier- und Adelsfamilie Esbeck.

## Geschichte

### Herkunft
Ältere Genealogien verlegten die Anfänge der Familie unter dem Namen Hasbeck, später Asbeck, in das 10. Jahrhundert zurück. So soll König Heinrich I. den Esebecks ihr Stammschloss, in Anerkennung der bewiesenen Tapferkeit während der Schlacht bei Merseburg, verliehen haben.
Nach dem Genealogischen Handbuch des Adels erscheint das Geschlecht erstmals im Jahre 1188 mit Ludolf von Esebeck urkundlich. Ludolf war ein Ministerialer von Herzog Heinrich dem Löwen. In der Urkunde gibt Dietrich, Bischof von Halberstadt, dem Kloster Ilsenburg die Vogtei über vier Hufen Land und drei Hörige zu Schwanebeck, die er zuvor von Ludolf käuflich erwarb. In einer weiteren Urkunde, ausgestellt im selben Jahr, bewilligt Herzog Heinrich den für 40 Mark Silber erfolgten Verkauf durch Ludolf.
Esbeck, das namensgebende Stammhaus der Familie, ist seit 1974 ein Ortsteil der Stadt Schöningen in Niedersachsen. Die Ortschaft erscheint bereits 1012/1013 mit dem Namen Asbike. Mitte bis Ende des 12. Jahrhunderts wurde die Burg Esbeck als Wasserburg, wahrscheinlich von den Herren von Esebeck, die auch als erste Besitzer angenommen werden, errichtet. Im Jahre 1260 verkaufte Ludolf von Esebeck den Familienstammsitz an Bischof Volrad von Halberstadt. Später wurde die Burg Eigentum der Braunschweiger Herzöge, die sie an verschiedene Adelsfamilien weiterverpfändeten. Ab 1454 war sie für fast 400 Jahre im Besitz derer von Hoym.

### Ausbreitung und Persönlichkeiten
Zu Ende des 13. Jahrhunderts erscheinen Bertram de Esbeck als Kommendator des Templerordens von Alemannien und Böhmen und Friedrich 1297 als Komtur des Deutschen Ordens zu Mewe. In der zweiten Hälfte des 16. Jahrhunderts war Hans Asmus von Esebeck Herr auf Groß Salza, Liebenau, Locherau und Jehmig. Er heiratete Anna Catharina von Wartensleben aus dem Haus Brumby. Ihr gemeinsamer Sohn Burkard von Esebeck kommandierte während des Dreißigjährigen Krieges die Ritterpferde im Herzogtum Magdeburg. Burkard heiratete Rosina von Spitznase. Aus der Ehe gingen acht Kinder hervor. Sohn Hartwig Jordan von Esebeck fiel 1698 als Hauptmann während der Türkenkriege in Ungarn.
Philipp Jordan von Esebeck († 1746), Herr auf Liebenau und Locherau, war anhaltischer Oberstallmeister. Er heiratete Auguste Elisabeth von Einsiedel und hinterließ elf Kinder. Von denen kam Johann Asmus von Esebeck (1711–1770), Herr zu Ingweiler und auf Großen Salza, Liebenau und Locherau in fürstlich pfalz-zweibrückische Dienste und wurde Geheimer Rat und Etatminister und 1740 in den Freiherrenstand erhoben. 1760 schenkte ihm Pfalzgraf Christian IV. den Ingweilerhof und Ausbacherhof als Erblehen. Zehn Jahre später starb der Freiherr auf dem Ingweilerhof und liegt dort in der Hofkapelle begraben. Das freiherrliche Familienwappen ist noch heute über dem Eingangsportal zu sehen. Johann Asmus ist Stammherr der freiherrlichen Linien des Adelsgeschlechts Esebeck.
Von seinen Söhnen aus der Ehe mit Johanna Friederike von Göllnitz († 1771) war Eberhard von Esebeck (1740–1817) königlich französischer Maréchal de camp. Er heiratete Catharina Girtanner von Luxburg. Sein Bruder Ludwig von Esebeck (1741–1798) war pfalz-zweibrückischer Staatsminister, Oberjägermeister und Oberamtmann zu Trarbach; ein weiterer Bruder Carl von Esebeck (1745–1810) war preußischer General und Chef eines Dragonerregiments, Herr zu Siegelsdorf bei Zörbig und vermählte sich mit Wilhelmine Schönberg von Brenkenhoff.

#### Pfalz-Zweibrücker Linie
Der Pfalz-Zweibrücker Linie entstammte Friedrich Ludwig Eberhard von Esebeck (1769–1852), Sohn des genannten Eberhard von Esebeck. Er wurde französischer Oberstleutnant und heiratete 1818 Maria Anna Miss Atwell-Smith (* 1800). Der Ehe entspross Friedrich von Esebeck (* 1820), bayerischer Rittmeister. Friedrich heiratete 1847 Therese von Fritsch (* 1830) und seine Schwester Marie von Esebeck (* 1818) 1849 den bayerischen Generalstaats-Prokurator Max Loë.

#### Preußische Linie
Der preußischen Linie entstammte Carl II. von Esebeck, Sohn des genannten Carl von Esebeck. Carl II. wurde preußischer Generalleutnant und war Herr auf Reichenwalde. Er heiratete in erster Ehe Friedrike von Saucken († 1830) und in zweiter Ehe 1832 Therese von Stülpnagel. Aus beiden Ehen gingen vier Töchter und sieben Söhne hervor. Alle Söhne dienten als Offiziere in der preußischen Armee. Von den Töchtern heiratete 1833 Natalie von Esebeck (* 1810) Hermann Freiherr Hofer von Lobenstein, preußischer Oberst und Regimentskommandeur. Von den Söhnen wurde Rudolph von Esebeck (* 1812) preußischer Major und Hermann von Esebeck (1816–1876) preußischer Hauptmann der Landwehr und Herr auf Wangnick, Katlack und Buchholtz. Letzterer heiratete 1843 Laura von Studnitz (1821–1897) und hinterließ drei Söhne.

### Besitzungen
Während des 13. und 14. Jahrhunderts konnten Güter im Braunschweigischen erworben werden. Noch im 13. Jahrhundert gelangte die Familie in das Erzstift Magdeburg und ab dem 14. Jahrhundert auch in das Fürstentum Anhalt. Im Magdeburgischen war Groß Salze, heute Bad Salzelmen – Ortsteil von Schönebeck, mit Jehmig für lange Zeit (bis 1714) ihr Hauptbesitz. Dort hatte die Familie große Salzwerke anlegen lassen.
Von 1740 bis 1793 war der Ingweilerhof das Zentrum des Familienbesitzes. Anfang des 19. Jahrhunderts konnte bedeutender Grundbesitz in der Provinz Preußen erworben werden aber auch Besitzungen im Salzburgischen. Mitte des 19. Jahrhunderts waren in Oberösterreich Mammling und Sunzing bei Braunau am Inn in Besitz bzw. Teilbesitz der Familie, in Ostpreußen die aus 22 Ortschaften bestehenden Peistenschen Güter und in Litauen Albrechtau und Ernstwalde, später auch Reichenwalde bei Storkow in der Mark Brandenburg.

### Standeserhebungen
Nach Kneschke erhielt Hans Asmus von Esebeck, Herr zu Ingweiler und auf Großen-Salza, Liebenau und Locherau, fürstlich pfalz-zweibrücker Geheimer Rat und Etatminister, 1740 den Reichsfreiherrenstand per Diplom während des Kurpfalz-Bayerischen Reichsvikariats. Demnach waren alle späteren königlich bayerischen Freiherrenstände der Familie Bestätigungsdiplome.
Eine Immatrikulation bei der Freiherrenklasse der Adelsmatrikel im Königreich Bayern erhielten die Witwe des 1831 gestorbenen Bürgermeisters von Zweibrücken und ehemaligen Präfekten von Mainz Karl Freiherr von Esebeck zusammen mit ihren Söhnen am 7. Januar 1834. Ebenfalls eine Eintragung in die königlich bayerischen Adelsmatrikel bei der Freiherrenklasse erhielten am 17. Februar 1838 der bayerische Oberstleutnant Friedrich Freiherr von Esebeck, Sohn des gleichnamigen französischen Oberst Friedrich Freiherr von Esebeck, sowie der bayerische Sekondeleutnant Heinrich Freiherr von Esebeck am 27. November 1874.
Karl von Esebeck (1786–1871), preußischer Generalleutnant zur Disposition, erhielt am 18. Oktober 1861 zu Königsberg den preußischen Freiherrenstand in primogenitur. Eine unbeschränkte Ausdehnung des preußischen Freiherrenstandes für seine Nachkommenschaft erfolgte am 6. März 1869 durch Allerhöchste Kabinettsorder.

## Wappen

### Stammwappen
Das Stammwappen zeigt im von Blau und Gold geteilten Schild drei rote Rosen. Auf dem Helm mit blau-goldenen Helmdecken ein offener schwarzer (auch gold und blauer) Flug.

### Freiherrliche Wappen
Die 1834, 1838 und 1874 verliehenen bayerischen freiherrlichen Wappen zeigen den Wappenschild des Stammwappens. Auf dem Helm mit rechts blau-goldenen und links rot-goldenen Helmdecken ein offener golden-blauer Flug. Der Wahlspruch lautet: Omnia cum Deo (dt. Alles mit Gott).

Das 1861 verliehene preußische freiherrliche Wappen ist identisch mit dem Stammwappen.

## Bekannte Familienmitglieder
- Burkhard von Esebeck (1854–1921), preußischer Generalleutnant
- Friedrich Ludwig Eberhard von Esebeck (1769–1852), französischer Oberstleutnant, Offizier der Ehrenlegion
- Friedrich von Esebeck (1870–1951), deutscher General der Infanterie
- Hans-Karl von Esebeck (1892–1955), deutscher General der Panzertruppe
- Johann Asmus von Esebeck (1711–1770), pfalz-zweibrückischer Minister
- Johann Friedrich Ludwig Jordan von Esebeck (1741–1798), pfalz-zweibrückischer Minister
- Karl von Esebeck (1745–1809), preußischer Generalmajor
- Karl August von Esebeck (1786–1871), preußischer Generalleutnant